# Villeneuve-lès-Charnod
Villeneuve-lès-Charnod è un comune francese di 91 abitanti situato nel dipartimento del Giura nella regione della Borgogna-Franca Contea.

## Società

### Evoluzione demografica
Abitanti censiti